# Gyula Tost

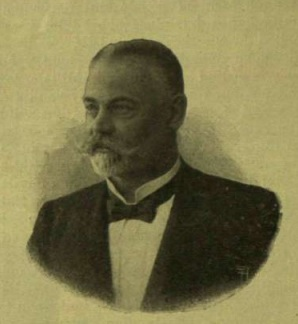
Gyula Tost

Gyula Tost de Bányavölgy (Bányavölgy, 16 november 1846 – Boedapest, 24 oktober 1929) was een Hongaars politicus die in 1906 minister van Godsdienst en Onderwijs was. 
Na zijn rechtenstudies aan de Universiteit van Pest werd Tost in 1871 procureur. Hij was lid van de Hongaarse Rijksdag van 1872 tot 1878 en vanaf 1887 adviseur op het ministerie van Godsdienst en Onderwijs. In 1890 werd hij samen met zijn broer Károly in de Hongaarse adelstand verheven. In 1892 werd hij benoemd tot ministeriaalraad  en directeur van de Koninklijke Openbare Stichting. Van maart tot april 1906 was hij minister van Godsdienst en Onderwijs in de regering-Fejérváry.